# Sainte-Valière
Sainte-Valière (okzitanisch Santa Valièira) ist ein Ort und eine Gemeinde (commune) mit 524 Einwohnern (Stand 1. Januar 2022) im Süden Frankreichs im Département Aude in der Region Okzitanien.

## Lage
Der Ort Sainte-Valière liegt im Süden der geschichtsträchtigen Kulturlandschaft des Minervois in einer Höhe von etwa 80 Metern ü. d. M. Die nächstgrößere Stadt, Narbonne, befindet sich ca. 21 Kilometer (Fahrtstrecke) südöstlich.

## Bevölkerungsentwicklung
| Jahr      | 1968 | 1975 | 1982 | 1990 | 1999 | 2007 | 2018 |
| Einwohner | 377  | 292  | 324  | 392  | 392  | 535  | 550  |

Im 19. Jahrhundert stieg die Zahl der Einwohner von etwa 320 auf über 500 Personen an. Die Reblauskrise im Weinbau und die Mechanisierung der Landwirtschaft führten seitdem zu einem kontinuierlichen Bevölkerungsrückgang, der in den 1970er Jahren seinen Tiefpunkt erreichte. Die Nähe zur Großstadt Narbonne hat in den letzten Jahrzehnten wieder zu einem Anstieg der Einwohnerzahlen geführt.

## Wirtschaft
Ein Großteil der landwirtschaftlichen Flächen ist dem Weinbau vorbehalten; die hier produzierten Rot-, Rosé- und Weißweine werden über die Appellationen Aude, Languedoc, Pays Cathare, Minervois sowie Pays d’Oc vermarktet. Einige leerstehende Häuser sind zu Ferienwohnungen (gîtes) umgewandelt worden.

## Geschichte
Die Geschichte des Ortes wird auf römische und gallorömische Ursprünge zurückgeführt.
Im Jahr 1224 übergab Amaury de Montfort die von seinem Vater Simon de Montfort, dem Anführer des Albigenserkreuzzugs, eroberten Gebiete – darunter auch Sainte-Valière – dem König von Frankreich. Dieser wiederum gab den Ort an Olivier de Termes, den Erben des im Kerker von Carcassonne verstorbenen ehemaligen Grundherrn Raimund III. Nach der Rückkehr vom sechsten Kreuzzug verkaufte Olivier de Termes den Großteil seines Besitzes an die Abtei von Fontfroide, die bis zum Vorabend der Französischen Revolution die Grundherrschaft (seigneurie) ausübte.

## Sehenswürdigkeiten
- Von der mittelalterlichen Burg (château) ist nach den Zerstörungen während des Albigenserkreuzzugs nichts geblieben.
- Die Pfarrkirche Saint-Martial macht einen sehr unausgewogenen Eindruck: Die romanische Apsis zeigt eine schöne Lisenengliederung mit abschließendem Rundbogenfries im Lombardischen Stil. Die im 19. Jahrhundert erneuerte schmucklose Westfassade ist dagegen verputzt und wird von einer schmiedeeisernen Glockenhalterung überhöht. Das Innere des einschiffigen Kirchenraumes ist von einer hölzernen Deckenkonstruktion überspannt.

Umgebung
- In der Umgebung des Ortes stehen mehrere Weg- und Gedenkkreuze, die im Rahmen einer Wanderung besucht werden können.